# 58 (číslo)
Padesát osm je přirozené číslo, které následuje po číslu padesát sedm a předchází číslu padesát devět. Římská číslice je LVIII.

## Věda

### Chemie
- Protonové číslo ceru
- Neutronové číslo nejběžnějšího izotopu rhodia

### Matematika
- Deficientní číslo
- Pentanacciho číslo

## Kosmonautika
STS-58 byla 15. mise raketoplánu Columbia. Cílem letu byl let laboratoře Spacelab SLS-2.

## Ostatní
- +58 je mezinárodní telefonní předvolba Venezuely

## Roky
- 58 př. n. l.
- 58
- 1958